# Stara Zagora
Stara Zagora (en búlgar: Стара Загора, pronunciat [ˈstarɐ zɐˈɡɔrɐ]) és la cinquena ciutat més gran de Bulgària i la capital administrativa de la província homònima de Stara Zagora, situada a la regió històrica de Tràcia.

## Etimologia

Les muralles de Roman Augusta Trajana sobre un mapa modern

El nom ve de l'arrel eslava de star ("vella") i el nom de la regió medieval de Zagore ("més enllà de les muntanyes [Balcans]" en eslau).

## Història
L'assentament original de Tràcia data del segle 5-4 aC, quan es deia Beroe o Beroia. Va ser fundada per Filip II de Macedònia el 342 aC.

## Economia
La ciutat té diverses indústries que produeixen cotó, tèxtils, productes químics, fertilitzants, eines agrícoles, eines mecàniques i cigarrets, així com indústries cerveseres i alimentàries. Hi ha una central hidroelèctrica d'on s'obté l'energia. Tant en la ciutat com als seus voltants hi ha vinyes i horts de xiprers, figueres, ametllers i magraners.

## Esport
El PFK Beroe Stara Zagora és un club de futbol de la ciutat. Es va establir el 1916 i juga al Beroe Stadium. L'equip és membre de la Primera Lliga de Futbol Professional. Beroe ha guanyat la Copa de Bulgària dues vegades (2009-2010 i 2012-2013).

## Persones il·lustres
- Anna Tomowa-Sintow
- Vesselina Kasarova

## Agermanaments
- Barreiro, Portugal
- Kruševac, Sèrbia
- Radom, Polònia
- Làrissa, Grècia
- Samara, Rússia
- Yueyang, Xina